# ريج ديفيز
ريج ديفيز (بالإنجليزية: Reg Davies)‏ (27 مايو 1929 في المملكة المتحدة - 9 فبراير 2009 في أستراليا) هو لاعب كرة قدم بريطاني في مركز مهاجم داخلي. شارك مع منتخب ويلز لكرة القدم. أما مع النوادي، فقد لعب مع سوانزي سيتي ونادي ساوثيند يونايتد ونادي كارلايل يونايتد ونيوكاسل يونايتد ونادي ميرثير تيدفيل ‏.

## وصلات خارجية
- ريج ديفيز على موقع قاعدة بيانات كرة القدم.إي يو (الإنجليزية)